# Puente retráctil Guthrie
Un puente retráctil Guthrie era una especie de puente retráctil, una versión del puente levadizo del siglo XVIII. Comúnmente se instaló como acceso a través de las cunetas estrechas y empinadas características de los fuertes poligonales de esta época.

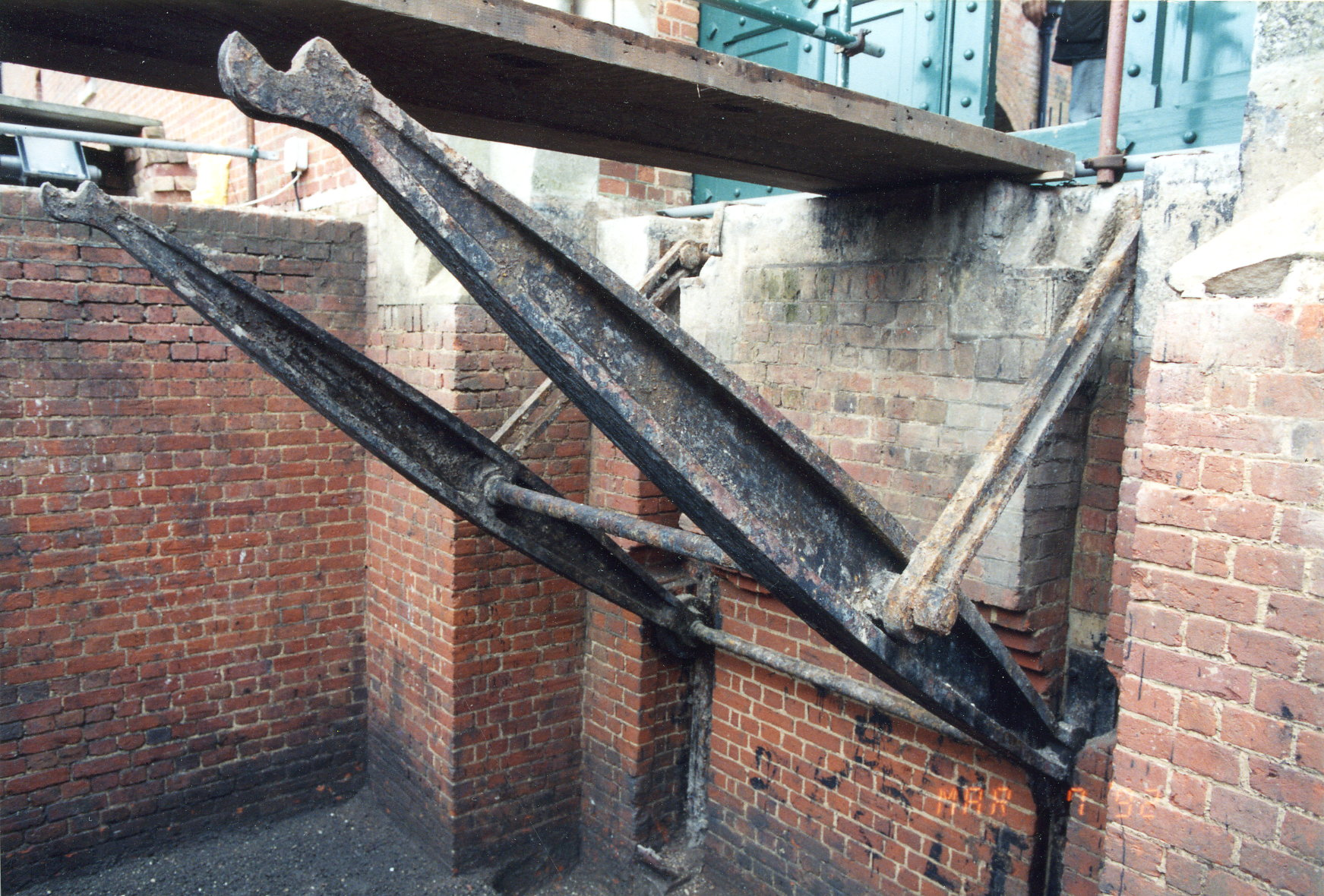
Levantamiento de los brazos del puente retráctil Guthrie en Fort Nelson

Los puentes retráctiles carecían de bisagras y permanecían horizontales mientras se retraían dentro de las puertas de una fortificación, de funcionamiento similar a un puente de empuje moderno.

## Armado del puente
El armado del puente se realiza empujándolo a lo largo de sus rieles que penetran en la fortaleza, hasta que las dos ruedas exteriores estén en el borde del umbral de granito de la zanja. Cuando se empuja el puente más allá de este punto, las dos ruedas exteriores no descienden por las pendientes de las losas de granito, sino que el puente permanece en posición horizontal. Esto se debe a que el eje central está desplazado del centro de las vigas, lo que hace que el puente corra sobre sus dos ruedas internas. 
Las dos ruedas del medio siguen por las bandejas. Cuando el puente está afuera un poco menos de la mitad, los extremos del eje central se acoplan a las copas de los brazos de elevación. Las dos ruedas del medio descienden parcialmente por las pendientes del umbral de granito. El puente continúa desplazándose hacia afuera, su extremo exterior desciende por debajo de la horizontal, sus ruedas internas aún recorren las bandejas del patio de la fortaleza. El peso del puente, en el punto donde el centro de gravedad de los brazos de elevación está más allá del punto de pivote de los brazos y las estancias, hace que el mecanismo del puente descienda, sus ruedas subiendo por los corredores verticales colocados en la pared del pozo. En un punto donde las ruedas internas están en la parte superior de la pendiente por el umbral de granito, los extremos exteriores de las vigas y las ruedas exteriores golpean guías metálicas con resortes curvos. Estos guían el extremo exterior del puente hacia arriba de modo que los extremos de las vigas se apoyen en el borde de la losa de granito del otro laso del foso, las ruedas interiores descienden por la pendiente de la losa de granito interior. El extremo interior de cada viga está en ángulo para formar un ajuste perfecto con la losa de granito.

## Elevando el puente

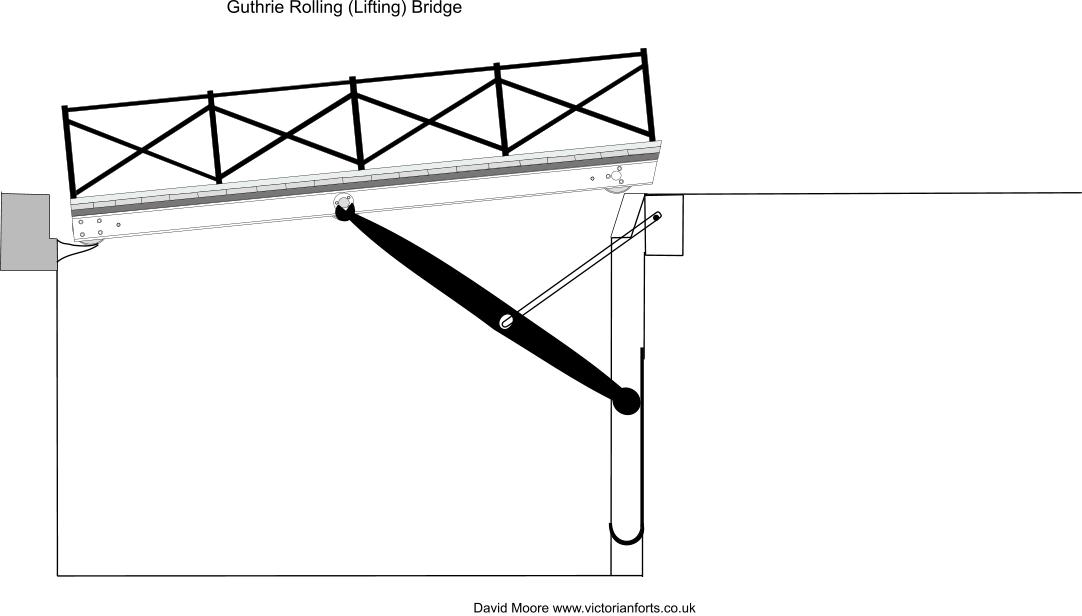
Inicio de la secuencia de elevación de un puente retráctil Guthrie

Para levantar el puente, se requiere una elevación inicial hasta el extremo interior del puente. Esto eleva las ruedas interiores hacia atrás por las pendientes de las losas de granito. Al mismo tiempo, los extremos exteriores se extraen del borde de la losa de granito, y las ruedas ruedan por las guías metálicas suspendidas. Cuando las ruedas interiores se colocan sobre las bandejas metálicas, el peso de los brazos de elevación ayuda a elevar el puente hasta un punto en el que el centro de gravedad de los brazos se encuentra sobre el pivote de los soportes superiores.
A partir de aquí, el tirón necesario para levantar las ruedas centrales es insignificante. Una vez que los brazos de elevación están en la posición completamente retraída, las ruedas centrales están sobre las bandejas metálicas y los ejes se desenganchan de las copas. El puente ahora se asienta sobre sus dos ejes internos. A partir de aquí es necesario tirar del puente hasta que las dos ruedas exteriores lleguen a las bandejas. Luego, se tira del puente dentro de las puertas sobre las seis ruedas.

## Puente adoptado por los militares
En agosto de 1870 el director de Artillería del Reino Unido remite para registrar una correspondencia, de la siguiente manera: -

Director de Trabajos 18/08/69 presenta una reclamación del Señor Guthrie por algún reconocimiento de sus servicios a causa de su invención de un puente rodante aplicable a las obras defensivas. El coronel Jervois afirma que este puente ha sido adoptado con éxito en varios de los fuertes recientemente construidos. El tema fue considerado en una reunión del Consejo de Artillería celebrada en la Oficina de Guerra el 9/7/69, y se resolvió recomendar la subvención de 100 libras al Señor Guthrie. Los Señores de Hacienda, 138/69, sancionaron lo anterior, en el entendido de que la invención se había realizado en horario extraoficial. Sr. Guthrie, 13/9/69 declaró que ese era el caso. Se incluyó una suma de 100 libras en las estimaciones del ejército para 1870-71 como recompensa al Sr. Guthrie; sancionado por el Parlamento; y reclamo permitido, 27/07/70

## Sitios donde se instalaron este tipo de puente
Se instalaron puentes de este tipo en los fuertes de la línea Portsdown Hill en Portsmouth. Los brazos de elevación de ambos puentes sobreviven en Fort Nelson, Portsmouth, Reino Unido. Otros sitios en los que se instaló este tipo de puente incluyen Cambridge Battery y Rinella Battery en Malta. Los restos de otro puente Guthrie fueron descubiertos en el capó principal de The Verne Citadel en Portland, Dorset, durante una investigación realizada por The Palmerston Forts Society y Hampshire County Council Architects para trabajos de restauración en los puentes en Fort Nelson.